# Trachyguina fordi
Trachyguina fordi är en insektsart som beskrevs av Young 1986. Trachyguina fordi ingår i släktet Trachyguina och familjen dvärgstritar. Inga underarter finns listade i Catalogue of Life.